# Береснев, Владимир Николаевич
Владимир Николаевич Береснев (3 января 1977) — российский биатлонист, участник Кубка и чемпионата Европы, неоднократный чемпион и призёр зимней Универсиады, неоднократный чемпион и призёр чемпионата России, чемпион мира среди юниоров. Мастер спорта России международного класса.

## Биография
Выступал за спортивный клуб Вооружённых Сил, город Тюмень и Ханты-Мансийский автономный округ. Тренер — Максим Владимирович Кугаевский.
На юниорском уровне был чемпионом мира 1996 года в командной гонке в составе сборной России вместе с Сергеем Башкировым, Андреем Ермоловым и Вячеславом Кунаевым.
В рамках чемпионата России становился чемпионом в 1999, 2004 и 2006 годах в эстафете, в 2001, 2002, 2003, 2004 годах в командной гонке. Неоднократно был призёром чемпионата страны, в том числе дважды в личных видах — в 2003 году завоевал бронзу в спринте, а в 2005 году — серебро в гонке преследования. На чемпионате России по летнему биатлону был чемпионом в 1998 году в индивидуальной гонке, серебряным призёром в 2004 году в эстафете.
На зимней Универсиаде 1999 года в Попраде стал чемпионом в индивидуальной гонке, выиграл бронзу в спринте и серебро — в гонке преследования, а также одержал победу в эстафете в составе сборной России. Спустя четыре года, на Универсиаде-2003 в итальянском Тарвизио стал чемпионом в эстафете в составе сборной России, а также завоевал две бронзовые награды — в спринте и масс-старте.
Принимал участие в чемпионате Европы 2002 года, занял 21-е место в спринте, 28-е в гонке преследования и 45-е — в индивидуальной гонке.
С сезона 2002/03 принимал участие в гонках Кубка Европы. Дебютировал на этапе в Виндишгарстене, где был 11-м в спринте и третьим — в пасьюте. В этом же сезоне на этапе в Обертиллиахе занял второе место, а на этапе в Валь-Риданна стал победителем в спринте. В общем зачёте Кубка Европы сезона 2002/03 заняв 18-е место. Выступал на этапах Кубка Европы до конца сезона 2005/06.
В 2004 году стал победителем спринтерской гонки на приз губернатора Тюменской области.
Завершил спортивную карьеру во второй половине 2000-х годов.
Окончил Тюменский государственный университет, Институт физической культуры (2002).